# Gosztonyi Alice
Gosztonyi Alice, Keményné, született Wahrmann Alice (Budapest, 1899. április 24. – Budapest, Józsefváros, 1970. október 10.) magyar szobrászművész, festő, rajzoló. Korának neves portrészobrásza.

## Életútja
Budapesten született Wahrmann Imre (1868–1956) és Glück Szeréna gyermekeként. Apai nagyszülei Wahrmann Lipót (1831–1899) és Biermann Mária (1836–1920), anyai nagyszülei dr. Glück Sámuel miskolci születésű orvos és Ries Regina voltak. Művésznevét első férje, Gosztonyi (Goldreich) Gyula után vette fel. Első férjével 1919-ben Budapesten kötött házasságot.
Művészeti tanulmányait a budapesti Képzőművészeti Főiskola Tanárképzőjén, a budapesti Iparművészeti Iskolán, az Akademie der bildenden Künste-n, Bécsben, Budapesten az Epreskertben (Stróbl Zsigmondnál), a Müncheni Képzőművészeti Főiskolán, a Párizsi Képzőművészeti Főiskolán folytatta. Tanárai voltak: Zala György, Kisfaludi Strobl Zsigmond, Ligeti Miklós, Katona Nándor, Edvi Illés Aladár, Réti István (Nagybánya), Pécsi-Pilch Dezső.

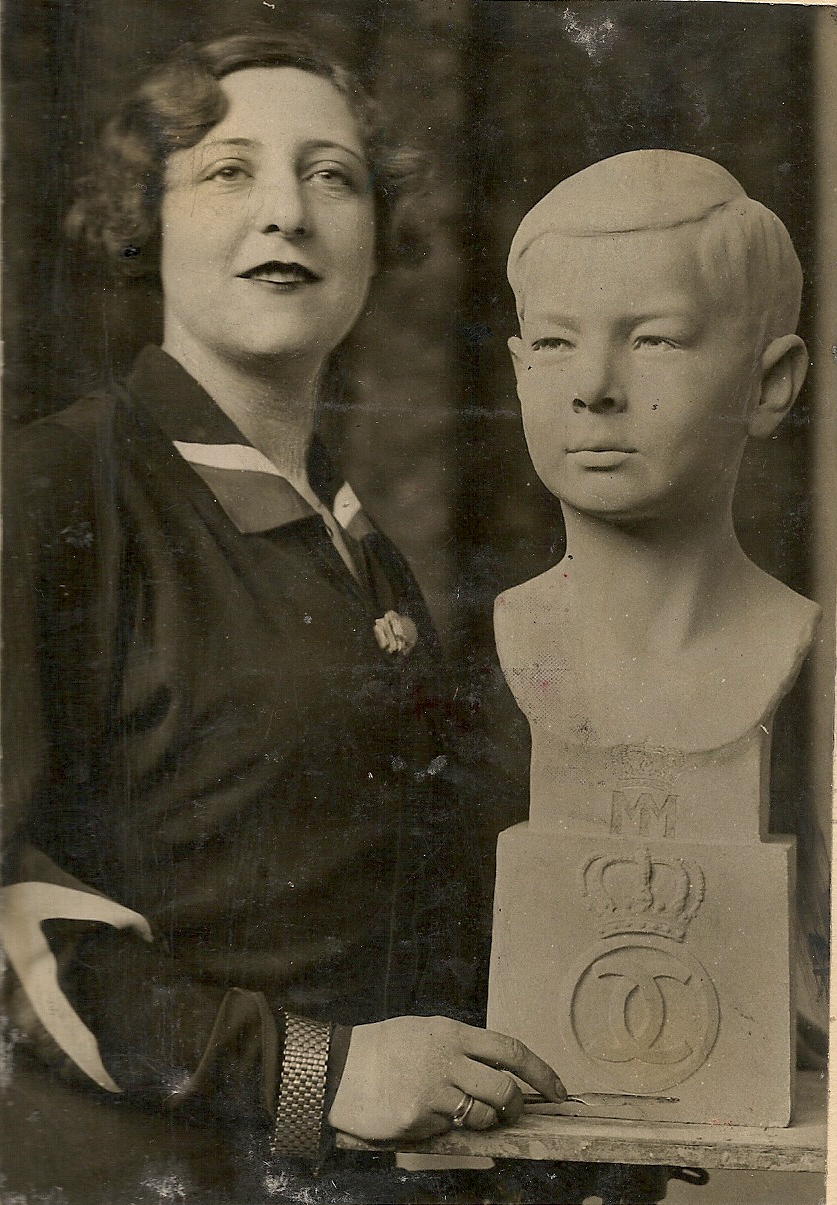
Gosztonyi Alice - Mihály király mellszobrával

Sokáig Budapesten élt, de Európa-szerte kapott megbízásokat. Akadémikus stílusban készült portréival a 20-as és 30-as években számos uralkodó- és főúri ház ismert udvari szobrásza lett. 1928-29-ben a román királyi udvar megbízásából Bukarestben elkészítette az ifjú Mihály király mellszobrát a követségek, nyilvános intézmények és a királyi udvar részére. Dolgozott Lengyelországban (egy miniszter szobra), Jugoszláviában (Péter király szobra), Olaszországban (Umberto herceg családtagjainak portréi; Aosta herceg és családtagjainak portréi).
Legismertebb köztéri műve Budapesten van: Gyermek kutyával bronz kútszobor (1930, Margitsziget). (Érdekes a szobor története: először kút-architektúrára került elhelyezésre a gyermeklubickoló medence közepén, amelyet a II. világháborút követően homokozóvá alakítottak át. A későbbi labda-szoborelem akkor még feldőlt, vizet kibocsájtó kancsó volt. A szobrot 1995-ben ellopták; Budapest Főváros Önkormányzata a művésznő családjánál őrzött 1:1 gipszminta alapján  2011-ben újraöntette, és az eredeti helyszín közelében felállíttatta.) Olaszországban elkészítette a római Littorio repülőtér repülőtér felett lezuhant Endresz György és Bittay Gyula magyar óceánrepülő-páros emlékművét és emlékplakettjét (1932, eredetileg a római magyar nagykövetség előkertjében állt).
1937 végén második férjével, Kemény (Klein) Imre bankigazgatóval emigrált Amerikába. Kaliforniában, Floridában, majd New Yorkban élt, de sokfelé megfordult. Romantikus stílusával leginkább templomoknak (festmények, restaurálás) és rajzfilmstúdióknak (Max Fleischer Studios, M. G. M. Studos, Walt Disney Studios) dolgozott, művészképzőkben tanított, könyveket illusztrált, ékszereket tervezett.
1956-ban végleg hazatért, a Képzőművészeti Alap lelkesen vette vissza soraiba, de ő visszavonult az alkotástól. Időnként még megfordult a kecskeméti Művésztelepen. 1970-ben Budapesten hunyt el.

## Művei különböző városokban

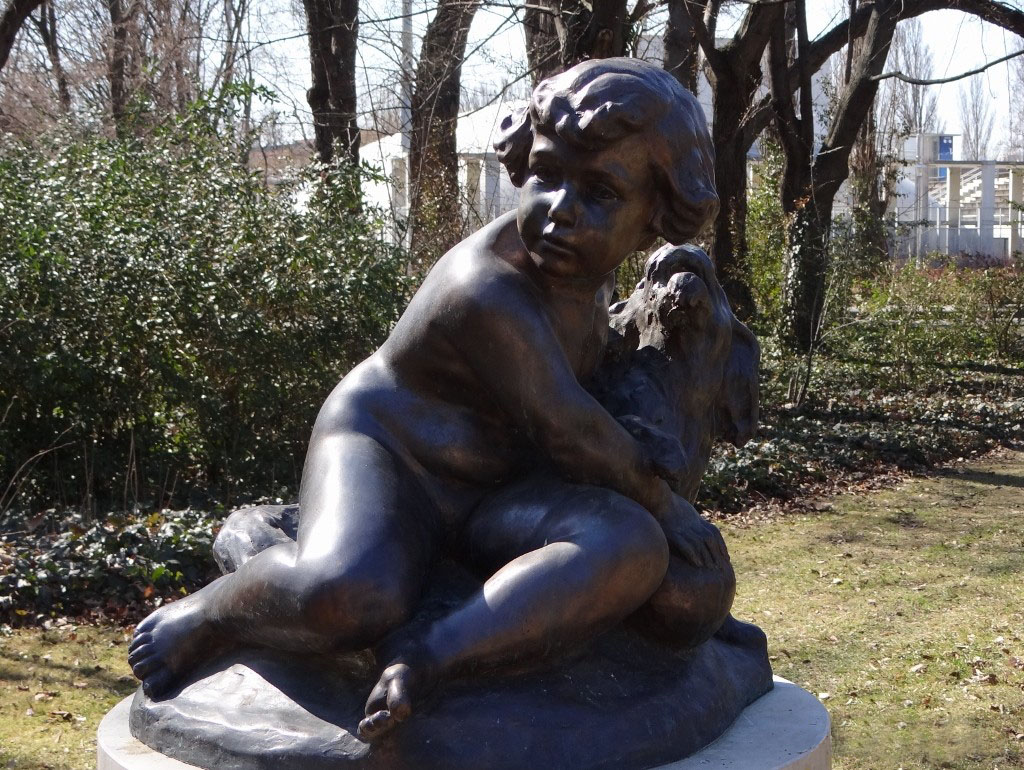
Gyermek kutyával, Margitsziget, 1930 (2011-es rekonstrukció)

- Gyermek kutyával – Budapest, Margitsziget
- Endresz–Bitai emlékmű – Róma
- A nap – Milánó
- A fürdőző nő – Róma (Museo di Roma a palazzo Braschi)
- Anya gyermekkel – Párizs (Szülészeti Klinika)
- Hero és Leander – Stockholm
- A forrás (szökőkút) – Bécs (Városi Kórház)
- Madonna – Salzburg (Szentháromság-templom)
- A gondolkodó nő – New York

## Templomi festmények, mozaikok, szobrok
- Whitstone, evangélikus templom
- Whitstone, katolikus templom
- New York-i unitárius templom
- Salzburg, Szentháromság templom
- Coral Gabel (Florida), katolikus templom
- Reno, katolikus templom

## Díjai
- Aranyérem a „Magyar paraszt” szoborért
- Kitüntetés a Velencei Nemzetközi Kiállításon
- Kitüntetés a Barcelonai Nemzetközi Kiállításon

## Kiállításokon részvétel, ill. önálló kiállításai
- Műcsarnok /tavaszi, téli, őszi tárlat 1927-34)/
- Független Művészek Kiállítása, Budapest
- Budapest 1934. - önálló szobor és festmény kiállítás
- Musee Pomme de Jaux, Párizs
- Ernst Múzeum, Budapest
- Iparművészeti Múzeum, Budapest
- Velencei Nemzetközi Kiállítás
- Barcelonai Nemzetközi Kiállítás
- Római Szépművészeti Múzeum
- Glass Palace, München
- National Academy, New York
- Brumme Gallery, New York - önálló kiállítás
- Palace of the Legion of Honor, San Francisco
- Miami (Florida) - önálló kiállítás
- Sanity in Art, San Francisco
- The American Artists Professional League, New York
- Caravan Artists of U.S., New York
- The American Artists Professional League (California)
- Gables Groves Artists (Florida)
- Magyar Képzőművésznők Kiállítása, Budapest (1958)

## Tagságok művészeti társaságokban
- Caravan Artists of United States
- Coral Gables Art League, Florida
- Galbes Grove Artists (Florida)
- National Academy Museum and School, New York
- Magyar Képzőművészeti Alap
- Miami Art League, Florida
- Osztrák Képzőművészeti Alap
- Salzburgi Képzőművészeti Alap
- Society for Sanity in Art (San Francisco)
- American Artists Professional League (California)
- American Artists Professional League (USA)